# 175 Andromaha
175 Andromaha (mednarodno ime 175 Andromache) je velik asteroid tipa C v glavnem asteroidnem pasu. 

## Odkritje
Asteroid je odkril kanadsko-ameriški astronom James Craig Watson (1845 – 1904) 1. oktobra 1877 .
Poimenovan je po kraljici Andromahi (žena Hektorja v trojanski vojni) iz grške mitologije.

## Lastnosti
Asteroid Andromaha obkroži Sonce v 5,68 letih. Njegova tirnica ima izsrednost 0,233, nagnjena pa je za 3,220° proti ekliptiki. Njegov premer je 101,17 km, okoli svoje osi pa se zavrti v 7,668 h .